# European Handball Federation
European Handball Federation (EHF) er det europæiske håndboldforbund. Forbundet blev stiftet 17. november 1991 i Berlin. Generalsekretariatet er beliggende i Wien.

## Turneringer
EHF er arrangør af følgende turneringer:

### Landshold

#### Senior
- EM for mænd (afholdes i lige år i januar/februar)
- EM for kvinder (afholdes i lige år i december)
- EM i strandhåndbold
- Challenge Trophy

#### Ungdom
- U.20-EM i håndbold (mænd)
- U.19-EM i håndbold (kvinder)
- U.18-EM i håndbold (drenge)
- U.17-EM i håndbold (piger)
- European Open

### Klubhold
Alle typer afholdes for både mænd og kvinder
- Champions League
- EHF Cup
- Cup Winners' Cup
- Challenge Cup (tidl. City Cup)
- EHF Club Championship

## Medlemsforbund
EHF har 51 landes nationale håndboldforbund som medlemmer:
| Medlemmer           | Medlemmer                            |
| ------------------- | ------------------------------------ |
| Albanien            | Federata Shqiptare e Hendbollit      |
| Andorra             | Federacio Andorrana d'handbol        |
| Armenien            | Armeniens håndboldforbund            |
| Aserbajdsjan        | Aserbajdsjans håndboldforbund        |
| Belgien             | Union Belge de Handball              |
| Bosnien-Hercegovina | Rukometni Savez Bosne i Hercegovine  |
| Bulgarien           | Bulgarska Federatia Handbal          |
| Cypern              | Kypriaki Omospondia Hantmpol         |
| Danmark             | Dansk Håndbold                       |
| England             | English Handball Association         |
| Estland             | Eesti Käsipalliliit                  |
| Finland             | Suomen Käsipalloliitto               |
| Frankrig            | Fédération française de handball     |
| Færøerne            | Hondbóltssamband Føroya              |
| Georgien            | Georgiens håndboldforbund            |
| Grækenland          | Omospondia Heirosfairiseos Ellados   |
| Holland             | Nederlands Handbal Verbond           |
| Hviderusland        | Belarusskaja Federatsija Gandbola    |
| Irland              | Irish Olympic Handball Association   |
| Island              | Handknattleikssamband Íslands        |
| Israel              | Israels håndboldforbund              |
| Italien             | Federazione Italiana Giuoco Handball |
| Kosovo              | Federata e Hendbollit te Kosoves     |
| Kroatien            | Hrvatski rukometni savez             |
| Letland             | Latvijas Handbola federācija         |
| Liechtenstein       | Liechtensteiner Handballverband      |

| Medlemmer      | Medlemmer                              |
| -------------- | -------------------------------------- |
| Litauen        | Lietuvos rankinio federacija           |
| Luxembourg     | Federation Luxembourgeoise de Handball |
| Nordmakedonien | Rakometia Federatsija na Makedonija    |
| Malta          | Malta Handball Association             |
| Moldova        | Moldovas håndboldforbund               |
| Monaco         | Fédération Monégasque de Handball      |
| Montenegro     | Rukometni savez Crne Gore              |
| Norge          | Norges Håndballforbund                 |
| Polen          | Związek Piłki Ręcznej w Polsce         |
| Portugal       | Federação de Andebol de Portugal       |
| Rumænien       | Federația Română de Handbal            |
| Rusland        | Sojuz gandbolistov Rossii              |
| Schweiz        | Schweizerischer Handball-Verband       |
| Serbien        | Rukometni Savez Srbije                 |
| Skotland       | Scottish Handball Association          |
| Slovakiet      | Slovenský zväz hádzanej                |
| Slovenien      | Rokometna zveza Slovenije              |
| Spanien        | Real Federación Española de Balonmano  |
| Storbritannien | British Handball Association           |
| Sverige        | Svenska Handbollförbundet              |
| Tjekkiet       | Český svaz házené                      |
| Tyrkiet        | Türkiye Hentbol Federasyonu            |
| Tyskland       | Deutscher Handballbund                 |
| Ukraine        | Federatsija Gandbolu Ukraina           |
| Ungarn         | Magyar Kézilabda Szövetség             |
| Østrig         | Österreichischer Handball Bund         |